# Коста Думов
Коста Думов е гръцки комунист, член на Гръцката комунистическа партия.

## Биография
Коста Думов е роден във Владово (на гръцки Аграс), Гърция. Става член на Гръцката комунистическа партия и неин организатор и агитатор. Думов неколкократно е интерниран на егейските острови. В 1927 година е интернинар на пустия остров Анафи.
В 1936 година е интерниран от хората на Йоанис Метаксас на остров Агиос Евстратиос. В началото на 1943 година е прехвърлен от германските окупационни сили в лагера „Павлос Мелас“ в Солун. Там той е екзекутиран два месеца по-късно.